# Felsőszombatfalva község
Felsőszombatfalva község (románul: Comuna Sâmbăta de Sus) község Brassó megyében, Romániában. Központja Felsőszombatfalva, hozzá tartozik Felsőszombatfalvi üdülőtelep.

## Népessége
A 2011-es népszámlálás adatai alapján a község népessége 1581 fő volt.

## Története
2003-ban lett önálló község, előtte falvai Voila községhez tartoztak.